# فيلي هور
فيلي هور (بالإنجليزية: Willie Hoare)‏ هو لاعب غولف أمريكي، ولد في 27 مايو 1876 في إنجلترا في المملكة المتحدة، وتوفي في 1955 في مقاطعة بينيلاس في الولايات المتحدة.